# Wereldkampioenschap superbike van Imola 2017
Het wereldkampioenschap superbike van Imola 2017 was de vijfde ronde van het wereldkampioenschap superbike en het wereldkampioenschap Supersport 2017. De races werden verreden op 13 en 14 mei 2017 op het Autodromo Enzo e Dino Ferrari nabij Imola, Italië.

## Superbike

### Race 1
De race werd na 12 ronden afgebroken vanwege hevige regenval en werd niet herstart. Eugene Laverty werd niet geklasseerd omdat hij niet binnen vijf minuten na de rode vlag de pitstraat binnenreed.
| Pos | Nr | Rijder               | Constructeur | Rondes | Tijd         | Grid | Punten |
| --- | -- | -------------------- | ------------ | ------ | ------------ | ---- | ------ |
| 1   | 7  | Chaz Davies          | Ducati       | 12     | 21:21.371    | 1    | 25     |
| 2   | 1  | Jonathan Rea         | Kawasaki     | 12     | +6.696       | 3    | 20     |
| 3   | 33 | Marco Melandri       | Ducati       | 12     | +9.287       | 5    | 16     |
| 4   | 66 | Tom Sykes            | Kawasaki     | 12     | +9.913       | 2    | 13     |
| 5   | 12 | Javier Forés         | Ducati       | 12     | +16.142      | 7    | 11     |
| 6   | 2  | Leon Camier          | MV Agusta    | 12     | +21.914      | 4    | 10     |
| 7   | 60 | Michael van der Mark | Yamaha       | 12     | +24.638      | 9    | 9      |
| 8   | 22 | Alex Lowes           | Yamaha       | 12     | +25.792      | 11   | 8      |
| 9   | 40 | Román Ramos          | Kawasaki     | 12     | +34.035      | 14   | 7      |
| 10  | 6  | Stefan Bradl         | Honda        | 12     | +34.585      | 12   | 6      |
| 11  | 15 | Alex de Angelis      | Kawasaki     | 12     | +39.857      | 18   | 5      |
| 12  | 32 | Lorenzo Savadori     | Aprilia      | 12     | +40.639      | 10   | 4      |
| 13  | 88 | Randy Krummenacher   | Kawasaki     | 12     | +43.089      | 15   | 3      |
| 14  | 35 | Raffaele De Rosa     | BMW          | 12     | +43.560      | 16   | 2      |
| 15  | 86 | Ayrton Badovini      | Kawasaki     | 12     | +47.289      | 17   | 1      |
| 16  | 37 | Ondřej Ježek         | Kawasaki     | 12     | +50.389      | 20   |        |
| NC  | 50 | Eugene Laverty       | Aprilia      | 12     | +25.001      | 6    |        |
| DNF | 84 | Riccardo Russo       | Yamaha       | 6      | Uitgevallen  | 19   |        |
| DNF | 69 | Nicky Hayden         | Honda        | 4      | Uitgevallen  | 13   |        |
| DNF | 36 | Leandro Mercado      | Aprilia      | 3      | Ongeluk      | 8    |        |
| DNS | 81 | Jordi Torres         | BMW          | 0      | Niet gestart | 21   |        |

### Race 2
De race werd na 1 ronde afgebroken vanwege een crash tussen Lorenzo Savadori en Ondřej Ježek. Later werd de race herstart over een lengte van 18 ronden.
| Pos | Nr | Rijder               | Constructeur | Rondes | Tijd        | Grid | Punten |
| --- | -- | -------------------- | ------------ | ------ | ----------- | ---- | ------ |
| 1   | 7  | Chaz Davies          | Ducati       | 18     | 33:48.345   | 1    | 25     |
| 2   | 1  | Jonathan Rea         | Kawasaki     | 18     | +3.739      | 3    | 20     |
| 3   | 66 | Tom Sykes            | Kawasaki     | 18     | +4.342      | 2    | 16     |
| 4   | 12 | Javier Forés         | Ducati       | 18     | +14.441     | 7    | 13     |
| 5   | 33 | Marco Melandri       | Ducati       | 18     | +14.596     | 5    | 11     |
| 6   | 22 | Alex Lowes           | Yamaha       | 18     | +32.214     | 11   | 10     |
| 7   | 50 | Eugene Laverty       | Aprilia      | 18     | +33.919     | 6    | 9      |
| 8   | 81 | Jordi Torres         | BMW          | 18     | +35.932     | 21   | 8      |
| 9   | 60 | Michael van der Mark | Yamaha       | 18     | +36.099     | 9    | 7      |
| 10  | 36 | Leandro Mercado      | Aprilia      | 18     | +37.621     | 8    | 6      |
| 11  | 40 | Román Ramos          | Kawasaki     | 18     | +40.395     | 14   | 5      |
| 12  | 69 | Nicky Hayden         | Honda        | 18     | +43.738     | 13   | 4      |
| 13  | 32 | Lorenzo Savadori     | Aprilia      | 18     | +48.589     | 10   | 3      |
| 14  | 6  | Stefan Bradl         | Honda        | 18     | +54.649     | 12   | 2      |
| 15  | 88 | Randy Krummenacher   | Kawasaki     | 18     | +54.916     | 15   | 1      |
| 16  | 35 | Raffaele De Rosa     | BMW          | 18     | +56.434     | 16   |        |
| 17  | 37 | Ondřej Ježek         | Kawasaki     | 18     | +1:15.311   | 20   |        |
| DNF | 84 | Riccardo Russo       | Yamaha       | 9      | Uitgevallen | 19   |        |
| DNF | 2  | Leon Camier          | MV Agusta    | 2      | Ongeluk     | 4    |        |
| DNF | 15 | Alex de Angelis      | Kawasaki     | 2      | Ongeluk     | 18   |        |
| DNF | 86 | Ayrton Badovini      | Kawasaki     | 0      | Uitgevallen | 17   |        |

## Supersport
De race werd na 1 ronde afgebroken vanwege een crash van Roberto Rolfo. De race werd later herstart over een lengte van 11 ronden, maar werd opnieuw afgebroken vanwege een crash tussen Kazuki Watanabe, Marco Malone en Rolfo. Later op de dag werd de race opnieuw herstart, nogmaals over een lengte van 11 ronden.
| Pos | Nr  | Rijder                | Constructeur | Rondes | Tijd                  | Grid | Punten |
| --- | --- | --------------------- | ------------ | ------ | --------------------- | ---- | ------ |
| 1   | 1   | Kenan Sofuoğlu        | Kawasaki     | 11     | 20:36.422             | 5    | 25     |
| 2   | 144 | Lucas Mahias          | Yamaha       | 11     | +0.438                | 2    | 20     |
| 3   | 99  | P.J. Jacobsen         | MV Agusta    | 11     | +1.573                | 1    | 16     |
| 4   | 32  | Sheridan Morais       | Yamaha       | 11     | +8.405                | 6    | 13     |
| 5   | 111 | Kyle Smith            | Honda        | 11     | +9.181                | 7    | 11     |
| 6   | 16  | Jules Cluzel          | Honda        | 11     | +9.474                | 8    | 10     |
| 7   | 11  | Christian Gamarino    | Honda        | 11     | +12.979               | 3    | 9      |
| 8   | 84  | Loris Cresson         | Yamaha       | 11     | +16.665               | 11   | 8      |
| 9   | 78  | Hikari Okubo          | Honda        | 11     | +16.966               | 10   | 7      |
| 10  | 61  | Alessandro Zaccone    | MV Agusta    | 11     | +17.957               | 12   | 6      |
| 11  | 13  | Anthony West          | Yamaha       | 11     | +19.390               | 20   | 5      |
| 12  | 14  | Jack Kennedy          | Triumph      | 11     | +21.035               | 13   | 4      |
| 13  | 81  | Luke Stapleford       | Triumph      | 11     | +23.545               | 18   | 3      |
| 14  | 65  | Michael Canducci      | Kawasaki     | 11     | +25.494               | 22   | 2      |
| 15  | 4   | Gino Rea              | Kawasaki     | 11     | +28.574               | 19   | 1      |
| 16  | 38  | Hannes Soomer         | Honda        | 11     | +29.233               | 17   |        |
| 17  | 47  | Rob Hartog            | Kawasaki     | 11     | +29.736               | 15   |        |
| 18  | 70  | Robin Mulhauser       | Honda        | 11     | +45.845               | 26   |        |
| 19  | 83  | Lachlan Epis          | Kawasaki     | 11     | +46.057               | 30   |        |
| 20  | 92  | Hiromichi Kunikawa    | Honda        | 11     | +52.633               | 31   |        |
| 21  | 10  | Nacho Calero          | Kawasaki     | 11     | +52.961               | 27   |        |
| 22  | 73  | Jacopo Cretaro        | Suzuki       | 11     | +53.204               | 29   |        |
| 23  | 56  | Péter Sebestyén       | Kawasaki     | 11     | +1:01.255             | 35   |        |
| 24  | 48  | Giuseppe Scarcella    | Honda        | 11     | +1:26.959             | 36   |        |
| 25  | 9   | Connor London         | Suzuki       | 11     | +1:56.598             | 33   |        |
| DNF | 26  | Kazuki Watanabe       | Kawasaki     | 8      | Uitgevallen           | 21   |        |
| DNF | 64  | Federico Caricasulo   | Yamaha       | 8      | Uitgevallen           | 4    |        |
| DNF | 74  | Jaimie van Sikkelerus | Yamaha       | 6      | Uitgevallen           | 23   |        |
| DNF | 66  | Niki Tuuli            | Yamaha       | 5      | Ongeluk               | 14   |        |
| DNF | 25  | Alex Baldolini        | MV Agusta    | 4      | Uitgevallen           | 24   |        |
| DNF | 52  | Marco Malone          | Kawasaki     | 3      | Uitgevallen           | 28   |        |
| DNF | 77  | Kyle Ryde             | Kawasaki     | 0      | Ongeluk               | 9    |        |
| DNF | 122 | Daniele Corradi       | Kawasaki     | 0      | Ongeluk               | 32   |        |
| DNF | 44  | Roberto Rolfo         | MV Agusta    | 0      | Ongeluk in race 2     | 16   |        |
| DNF | 63  | Zulfahmi Khairuddin   | Kawasaki     | 0      | Uitgevallen in race 2 | 25   |        |
| DNF | 7   | Davide Pizzoli        | MV Agusta    | 0      | Uitgevallen in race 1 | 34   |        |

## Tussenstanden na wedstrijd

### Superbike
| Pos | Nr | Rijder         | Team     | Punten |
| --- | -- | -------------- | -------- | ------ |
| 1   | 1  | Jonathan Rea   | Kawasaki | 235    |
| 2   | 7  | Chaz Davies    | Ducati   | 161    |
| 3   | 66 | Tom Sykes      | Kawasaki | 160    |
| 4   | 33 | Marco Melandri | Ducati   | 124    |
| 5   | 22 | Alex Lowes     | Yamaha   | 94     |

### Supersport
| Pos | Nr  | Rijder          | Team      | Punten |
| --- | --- | --------------- | --------- | ------ |
| 1   | 144 | Lucas Mahias    | Yamaha    | 85     |
| 2   | 32  | Sheridan Morais | Yamaha    | 58     |
| 3   | 99  | P.J. Jacobsen   | MV Agusta | 55     |
| 4   | 1   | Kenan Sofuoğlu  | Kawasaki  | 50     |
| 5   | 44  | Roberto Rolfo   | MV Agusta | 41     |

2001 · 2002 · 2003 · 2004 · 2005 · 2006 · 2009 · 2010 · 2011 · 2012 · 2013 · 2014 · 2015 · 2016 · 2017 · 2018 · 2019 · 2023